# Octubrisme
L’octubrisme és un corrent de pensament dins l’independentisme català que reivindica el mandat sorgit del referèndum de l’1 d’octubre de 2017 i la declaració d’independència posterior al Parlament de Catalunya. Aquesta etiqueta s’utilitza per referir-se als sectors que defensen la via unilateral i la implementació efectiva de la República Catalana, en contraposició a les estratègies més pragmàtiques o negociadores adoptades per altres espais independentistes com Esquerra Republicana de Catalunya (ERC) o Junts per Catalunya (Junts).

## Antecedents
L’octubrisme, terme que en algun moment fou percebut com a pejoratiu segons algunes fonts, no conforma un partit o moviment polític per se, sinó que apareix com una manera de fer i entendre l’independentisme, amb una base plural i transversal, que sovint es mostra crítica amb les direccions dels principals partits independentistes per haver abandonat la via unilateral. Entre els actors més destacats d’aquest espai hi ha sectors de l’Assemblea Nacional Catalana (ANC) i el Consell de la República, així com figures que han defensat la continuïtat del mandat de l’1-O i la desobediència institucional. El debat sobre el futur de l’octubrisme es manté viu, especialment pel que fa a la necessitat de definir una nova etapa per l’independentisme rupturista i les possibilitats de tornar a una mobilització massiva als carrers, com la viscuda el 2017.
Els anys posteriors a la pandèmia de COVID-19, l’octubrisme ha patit tensions internes i una certa desorientació estratègica. La normalització de la via negociadora per part d’ERC i Junts, juntament amb les crisis internes dins l’ANC i el Consell de la República, han debilitat la capacitat d’incidència d’aquest sector. El relleu de Carles Puigdemont al Consell de la República i les disputes internes han evidenciat la dificultat de mantenir una estratègia cohesionada dins l’espai octubrista.